# Cape St. Claire
Cape St. Claire est une census-designated place située dans le comté d'Anne Arundel, dans l’État du Maryland, aux États-Unis. Lors du recensement de 2020, elle comptait 9 179 habitants.